# Ailén
Ailén o Aylén es un nombre propio femenino de origen mapuche, que procede de la palabra aylen, que significa "brasa".
- Datos: Q2836150